# Jungle Strike
Jungle Strike ist ein Shoot ’em up des amerikanischen Computerspielherstellers Electronic Arts und die direkte Fortsetzung zu Desert Strike: Return to the Gulf. Sie erschien 1993 für die Spielkonsolen Mega Drive und SNES, später auch für Amiga, CD32, DOS, Game Gear, Game Boy und im Rahmen der Spielesammlung EA Replay auch für die PlayStation Portable.

## Handlung
Ibn Kilbaba ist Sohn des Antagonisten im Vorgänger Desert Strike und möchte sich für den Tod seines Vaters durch die Amerikaner rächen. Um einen nuklearen Angriff auf Washington, D.C. zu planen, tut er sich mit dem Drogenbaron Carlos Ortega zusammen, der seinerseits die Einmischungen der Amerikaner in seine Drogengeschäfte unterbinden will. Im ersten Level schlägt der Spieler als Kampfhubschrauber-Pilot die Terrorangriffe auf die Hauptstadt zurück. Die nachfolgenden Level drehen sich um die Gegenangriffe auf die Truppen des Drogenbarons, bis zum Angriff auf dessen Dschungelfestung und Festnahme der beiden Hintermänner. Zurück in Washington versuchen diese aus dem Gefängnis zu entkommen, sodass der Spieler im letzten Level die beiden an der Flucht hindern und den Angriff vierer Trucks mit Nuklearbomben auf das Weiße Haus verhindern muss.
Die PC-Version erhielt einen Bonuslevel, in dem der Spieler in Alaska die restlichen Truppen des Drogenbarons unter Führung des sowjetischen Überläufers Ptofski bekämpfen muss. Dieser hat Öltanker unter seine Kontrolle gebracht und droht damit eine Umweltkatastrophe zu verursachen.

## Spielprinzip
Das Spielprinzip von Desert Strike wurde nahezu unverändert übernommen. Der Spieler steuert einen fiktiven Kampfhubschrauber des Typs RAH-66 Comanche aus einer isometrischen Perspektive durch die zwölf Levelkarten und bekämpft dabei unterschiedliche Boden-, Wasser- und Lufteinheiten sowie stationäre Einrichtungen. Klassische Missionsziele in den Leveln sind beispielsweise die Zerstörung der gegnerischen Einrichtungen oder das Finden und Evakuieren von Geiseln. Der Spieler muss die Missionen des Spiels erfüllen, ohne dass sein Helikopter dabei zerstört wird. Die Bewaffnung besteht aus einem Maschinengewehr und zwei unterschiedlichen Raketentypen (Hydra-Rakete, Hellfire-Rakete), deren Kontingent begrenzt ist. Ebenfalls begrenzt ist der Treibstoff des Helikopters. Über die Karte verteilt finden sich verschiedene Nachschub-Depots, die zur einmaligen Auffrischung der entsprechenden Ressource genutzt werden können. Geschicktes Ressourcenmanagement und die Wahl der richtigen Waffengattung für die jeweiligen Gegnertypen spielt im Missionsverlauf daher eine zentrale Rolle. Anders als im Vorgänger kann der Spieler stellenweise das Fahrzeug wechseln, in einigen Missionen kann er daher kurzzeitig auch ein Luftkissenboot und einen F-117 Tarnkappenbomber nutzen.

## Rezeption
„Ein gut gelungener Nachfolger, der Einsteiger und Gelegenheitsspieler aber abschreckt, da der Spielspaß in Frust ertränkt wird.“

EA veröffentlichte bereits im Folgejahr die Fortsetzung Urban Strike.